# Prerogativa reale nel Regno d'Italia
La Regia prerogativa nel Regno d'Italia è l'insieme dei diritti spettanti al monarca che - derivando dallo Statuto albertino - non erano a lui conferiti dal Parlamento né soggetti al potere esecutivo e a quello giudiziario.

## Storia
Nel Regno d'Italia lo Statuto Albertino assegnava al re diverse prerogative. In primis gli garantiva immunità politica e giudiziaria  per ogni suo atto (articoli dal 4 al 9).
(Articolo 4)
In seguito si andò verso la vera e propria irresponsabilità regia in ordine agli atti dell'Esecutivo (secondo il modello Westminster per cui "il re regna ma non governa"), ma rimase sempre nella sua competenza la sanzione reale sulle leggi, il potere di grazia e la facoltà di disciplinare in piena autonomia l'ordinamento della Casa reale e gli Ordini cavallereschi (comprensivo delle chiese palatine e del patronato). 
Il consiglio dei ministri - e il capo del governo, quando fu istituito - non potevano concretamente interferire col potere assoluto e discrezionale del re nell'esercizio di tali poteri, tanto che all'interno dello stesso Gabinetto era presente il Ministro della Real Casa che salvaguardava in concreto tale prerogativa.

## Araldica
Nell'ambito della Regia prerogativa vi era la facoltà del sovrano di concedere nuovi titoli nobiliari, mediante provvedimenti definiti "di grazia", accordati non come capo di stato ma come capo della propria dinastia. Si trattava cioè di un ambito di  esclusiva competenza della corona in quanto in materia nobiliare il re aveva un autonomo potere legislativo. La creazione del titolo di nobiltà era di esclusiva spettanza della volontà del re. 
L'istituto della Regia prerogativa viene espressamente enunciato nell'art. 1 del Ordinamento dello Stato nobiliare del Regno (approvato con il Regio Decreto n. 651 del 1943): "È attributo della Sovrana Prerogativa del Re Imperatore: a) stabilire norme giuridiche aventi forza di legge per l'acquisto, la successione, l'uso e la revoca dei titoli, predicati, qualifiche e stemmi nobiliari; b) concedere nuovi titoli, predicati, qualifiche e stemmi nobiliari; rinnovare titoli e predicati, estinti per mancanza di chiamati alla successione; sanare le lacune e le deficienze nella prova di antiche concessioni o nel passaggio dei relativi titoli e predicati; c) autorizzare l'accettazione di titoli, predicati e qualifiche nobiliari concessi a cittadini italiani da Potenze estere; d) decretare la perdita delle distinzioni nobiliari o del diritto a succedervi o la sospensione del loro uso. Le norme giuridiche in materia nobiliare sono emanate mediante decreti Reali controfirmati dal Duce del Fascismo, Capo del Governo. Esse sono inserite nella Raccolta ufficiale delle leggi e dei decreti e dell'avvenuta inserzione si dà annuncio nella Gazzetta Ufficiale, la quale provvede in pari tempo alla pubblicazione dell'atto inserito".
Sulla base del fatto che i nuovi titoli nobiliari erano concessi dal re non quale capo di stato ma in qualità di capo della casa reale, Umberto II di Savoia in esilio continuò per tutta la vita a emanare provvedimenti nobiliari. Un sovrano spodestato non abdicatario, indipendentemente dalla sua cittadinanza e nazionalità, rimane sempre un soggetto di diritto pubblico internazionale e non è sempre necessario che vi sia sovranità territoriale perché esista la prerogativa del conferimento di titoli nobiliari.
Umberto II di Savoia non avendo né abdicato né rinunciato ai suoi diritti e ritendo illegittima l'instaurazione della Repubblica Italiana si reputò sempre un sovrano anche in esilio.
In qualità di sovrano non abdicatario e non colpito da debellatio, dopo il 1950 Umberto II di Savoia riprese l'esercizio della Regia prerogativa e, da allora, emanò numerosi provvedimenti nobiliari sia di grazia sia di giustizia, i cosiddetti "titoli nobiliari umbertini". Il Corpo della Nobiltà Italiana nel proprio ordinamento constata che la Regia prerogativa non è più operante dalla morte di Umberto II di Savoia nel 1983.
I titoli nobiliari concessi da Umberto II di Savoia in esilio sono riconosciuti validi dal Corpo della Nobiltà Italiana e dal Sovrano Militare Ordine di Malta.